# Stoppbad
Stoppbad använder man för att snabbt avbryta framkallningsprocessen före fixerbadet av sin fotografiska film eller sitt fotopapper. 
Stoppbadet kan vara vanligt vatten, en två-procentig ättiksyrelösning eller ett fabrikstillverkat stoppbad.